# Iztapa
Iztapa är en kommunhuvudort i Guatemala.   Den ligger i departementet Departamento de Escuintla, i den södra delen av landet, 80 km söder om huvudstaden Guatemala City. Iztapa ligger 3 meter över havet och antalet invånare är 4 020.
Terrängen runt Iztapa är mycket platt. Havet är nära Iztapa söderut.  Närmaste större samhälle är Puerto San José, 12,3 km väster om Iztapa. 